# Mökkurkalfi
Mökkurkalfi ist eine Figur der nordischen Mythologie. Er wurde zur Unterstützung des Riesen Hrungnir erschaffen, der den Donnergott Thor etwas voreilig zum Zweikampf herausgefordert hatte. Er bestand aus Lehm, war neun Meilen groß und drei Meilen breit. Sein Herz war das einer Stute, doch Mökkurkalfi war auch feige und ängstlich und das wurde ihm schließlich zum Verhängnis. Während Thor Hrungnir mit dem Hammer Mjöllnir erschlug, wurde Mökkurkalfi von Thors jugendlichem Gehilfen Thialfi bezwungen.